# Conseil scientifique Covid-19
Ne doit pas être confondu avec Conseil scientifique.
Wikipédia ne donne pas de conseils médicaux ou sanitaires. Cet article est susceptible de contenir des informations obsolètes ou inexactes. Seul un professionnel de la santé est apte à vous fournir un avis médical, et seules les autorités sanitaires de votre pays sont compétentes pour donner des consignes de santé publique relatives à la pandémie de Covid-19.
Le conseil scientifique Covid-19 est une organisation française, consultative indépendante qui est chargée de mars 2020 à juillet 2022 d'éclairer la décision publique pour lutter contre la pandémie de Covid-19, en abordant aussi les questions de maintien des infrastructures électriques, numériques, et du maintien de l'ordre. 
Il est remplacé par le comité de veille et d'anticipation des risques sanitaires (COVARS).

## Les comités scientifiques durant la pandémie de Covid-19
En plus du comité scientifique, d’autres instances ont existé dans la même période : le Comité analyse recherche et expertise et le Conseil d’orientation de la stratégie vaccinale.

## Création et existence légale
À la demande du président de la République française, le conseil scientifique Covid-19 a été institué le 11 mars 2020 par Olivier Véran, ministre des Solidarités et de la Santé, « pour éclairer la décision publique dans la gestion de la situation sanitaire liée au coronavirus ». Présidé par le professeur Jean-François Delfraissy, ce comité compte dix autres experts qui viennent de champs disciplinaires complémentaires.
L’existence légale du comité figure dans le code de la santé publique, dans le chapitre consacré à l’état d’urgence sanitaire, en vigueur du 24 mars 2020 au 31 juillet 2022.
Une première réunion informelle entre les scientifiques avait eu lieu le 5 mars à l'Élysée, pour décider de la création de ce comité.

## Mission
Le comité rend périodiquement des avis sur l'état de la catastrophe sanitaire, les connaissances scientifiques qui s'y rapportent et les mesures propres à y mettre un terme, ainsi que sur la durée de leur application. Il a porté en particulier un avis sur la tenue des élections municipales, et étudie aussi les mesures à prendre dans le cadre du confinement de la population française.
Ce conseil scientifique se réunit tous les jours, physiquement ou par téléphone, et ses avis sont publics et disponibles en ligne. Officiellement indépendant, il peut être saisi par le ministère de la Santé, mais il peut également s’auto-saisir d’une question. Il s’appuie aussi sur des travaux, publiés ou non, de chercheurs étrangers, et peut également inviter des experts extérieurs.
Son fonctionnement est régi par un règlement intérieur et ses membres ont déposé chacun une déclaration publique d'intérêt consultable sur le site du ministère des solidarités et de la santé. Ses recommandations servent notamment à appuyer les décisions prises lors des « Conseils de Défense sanitaire ».

## Composition
Les experts composant ce conseil scientifique sont (décrets du 3 avril 2020, et du 16 février 2021 et nomination par le président du Sénat du 28 mars 2020) :
| Titulaire                | Fonction, | Mandat                                                                     |
| ------------------------ | --- | -------------------------------------------------------------------------- |
| Jean-François Delfraissy | PU-PH retraité en médecine interne et immunologie clinique à la faculté de médecine de l'université Paris-Saclay Médecin spécialisé en Médecine Interne et Immunologie                                      | Président du Conseil scientifique Covid-19 depuis le 11 mars 2020          |
| Laëtitia Atlani-Duault   | Anthropologue et directrice de recherche en anthropologie au CEPED de la faculté de sciences humaines et sociales de l'université de Paris et de l'IRD                                                      | depuis le 11 mars 2020                                                     |
| Daniel Benamouzig        | Sociologue et directeur de recherche au Centre de sociologie des organisations de l'Institut d'études politiques de Paris et du CNRS                                                                        | depuis le 11 mars 2020                                                     |
| Lila Bouadma             | PU-PH en réanimation, CHU Bichat et faculté de médecine de l'université de Paris | depuis le 11 mars 2020                                                     |
| Simon Cauchemez          | Épidémiologiste et responsable de l'unité de modélisation mathématique des maladies infectieuses de l'Institut Pasteur                                                                                      | depuis le 11 mars 2020                                                     |
| Pierre Louis Druais      | Médecin généraliste et ancien président du Collège de la médecine générale | depuis le 11 mars 2020                                                     |
| Arnaud Fontanet          | PU en épidémiologie au CNAM et responsable de l'unité de recherche d'épidémiologie des maladies émergentes à l’institut Pasteur Medecin rhumatologue                                                        | depuis le 11 mars 2020                                                     |
| Bruno Lina               | PU-PH de virologie au CHU de Lyon, à l'université Claude Bernard Lyon 1 et au Centre international de recherche en infectiologie de l'Inserm                                                                | depuis le 11 mars 2020                                                     |
| Denis Malvy              | PU-PH infectiologue au CHU de Bordeaux et à l’université de Bordeaux | depuis le 11 mars 2020                                                     |
| Yazdan Yazdanpanah       | PU-PH infectiologue en maladies infectieuses et chef de service à l’hôpital Bichat et à la faculté de médecine de l'université de Paris, directeur d'études à l’Inserm et directeur de l'ANRS               | depuis le 11 mars 2020                                                     |
| Franck Chauvin           | Oncologue et PU-PH de santé publique à l'université Jean Monnet de Saint-Etienne et président du Haut Conseil de la santé publique, désigné ultérieurement à la mise en place du Conseil                    | depuis le 11 mars 2020                                                     |
| Marie-Aleth Grard        | Présidente d'ATD Quart Monde, membre du Conseil économique, social et environnemental (CESE) | depuis le 27 mars 2020                                                     |
| Jean-Laurent Casanova    | Immunologue, pédiatre Professeur universitaire directeur de recherche à l'Institut des maladies génétiques Imagine de la faculté de médecine de l'université de Paris                                       | depuis le 17 février 2021                                                  |
| Olivier Guérin           | PU-PH en gériatrie au CHU de Nice à l'université Côte d'Azur Chef de pôle gériatrie au CHU de Nice président de la Société française de gériatrie                                                           | depuis le 17 février 2021                                                  |
| Angèle Consoli           | PU-PH en pédopsychiatrie à l’hôpital de la Pitié-Salpetriere et la faculté de médecine de Sorbonne Université                                                                                               | depuis le 17 février 2021                                                  |
| Thierry Lefrançois       | Vétérinaire, chercheur en diagnostic, épidémiologie contrôle des maladies animales tropicales au Centre de coopération internationale en recherche agronomique pour le développement (Cirad) de Montpellier | depuis le 17 février 2021                                                  |
| Catherine Chirouze       | PU-PH en maladies infectieuses au CHU de Besançon et à l'université de Franche-Comté Cheffe du service des maladies infectieuses et tropicales au CHU de Besançon spécialiste de la maladie de Lyme         | depuis le 17 février 2021                                                  |
| Didier Raoult            | Microbiologiste et PU-PH de microbiologie à la faculté des sciences médicales et paramédicales d'Aix-Marseille Université et directeur de l'Institut hospitalo-universitaire Méditerranée Infection (IHU)   | officiellement depuis le 11 mars 2020 mais n'a pas participé aux réunions, |

Simon Cauchemez, Bruno Lina, Denis Malvy et Thierry Lefrançois sont nommés en 2022 au comité de veille et d'anticipation des risques sanitaires.

## Travail du Conseil scientifique
Le Conseil scientifique a produit 58 avis durant son existence (enjeux des confinements, scénarios pour le post-confinement, territoires d’outre-mer), dont deux en commun avec le Conseil d’orientation de la stratégie vaccinale et le CARE. Il a aussi produit des notes.
L’ensemble de ses avis sont rendus publics.
Concernant l’organisation de son travail, le Conseil se réunit quotidiennement afin d’analyser l’évolution de la situation épidémiologique française, l’impact des stratégies, les nouveaux éléments de connaissance, mais aussi les enjeux sociaux. Sa réflexion est multidisciplinaire comme en témoigne sa composition. Les sources de son travail sont notamment des modélisations mathématiques, des connaissances médicales, fondamentales ou cliniques, des données de sciences sociales et humaines et les évolutions liées au développement de nouvelles technologies. Le Conseil sollicite aussi des personnalités extérieures, afin d’approfondir les travaux plus spécifiques.
Ses propositions sont stratégiques et pragmatiques. Le Conseil a pour but principal d’apporter une aide à la décision publique en fonction des données scientifiques. Le Conseil scientifique a aussi mis en évidence les spécificités de la situation en France à partir d’éléments internationaux, de publications scientifiques ou de rapports produits par différentes institutions.
Le Conseil scientifique a appelé à plusieurs reprises à l’intégration d’une vision citoyenne dans la gestion de cette crise, notamment à travers la création d’un comité de liaison citoyenne. L’ensemble de sa proposition a été révélée par Mediapart.

## Controverses

### Absence d'évaluation par les pairs
L'absence de base légale dans les premiers jours à son fonctionnement, d'évaluation par les pairs, de procédure de nomination validée, alors qu'existent déjà l'Agence nationale de santé publique, la Haute Autorité de santé, le HCSP est pointée par une pétition sur l'urgence des libertés sur le site du journal Libération le 16 avril 2020.

### Soupçons de conflits d'intérêts avec l'industrie pharmaceutique
Alors que l'objectif du comité est d'être « totalement indépendant », plusieurs médecins parmi ses membres se sont vu verser personnellement plus de 250 000 € de 2014 à 2019 par différents laboratoires pharmaceutiques en rémunération de différentes interventions (conférences…). Seuls Arnaud Fontanet et Didier Raoult parmi les huit médecins initialement présents au comité n'ont perçu aucune rémunération sur cette période d'après la base Transparence Santé.

### Avis sur le maintien des élections municipales françaises de 2020
Dans ses avis du 12 mars, du 14 mars et du 16 mars, le conseil scientifique s'est exprimé à trois reprises concernant le maintien des élections municipales françaises de 2020. Celui-ci n'ayant « pas vocation à se substituer aux avis et décisions des institutions publiques compétentes en matière de libertés fondamentales », le comité « n’identifiait pas d’argument scientifique permettant d’associer une annulation du premier tour des élections à la réduction de la progression prévisible de l’épidémie ». Il a pris en compte la réduction du risque infectieux associé à cette annulation d'une part mais aussi « les conséquences sanitaires délétères de possibles débordements, imprévisibles après une annulation impromptue du processus électoral », d'autre part pour préconiser que, si le pouvoir exécutif décidait de maintenir le premier tour des élections municipales, elles devaient être organisées dans des conditions d’hygiène renforcées.

### Avis sur la réouverture des écoles le 11 mai 2020
L'avis du conseil scientifique est de maintenir les crèches, les écoles, les collèges, les lycées et les universités fermés jusqu’au mois de septembre.